# 和爾経額
和爾経額（ヘアジンアオ、生没年不詳）は清の大臣。満洲正白旗喜塔臘氏の出身。孝淑睿皇后の父であり、道光帝の外祖父にあたる。内務府総管大臣、副都統にまで昇進した。

## 生涯
乾隆42年（1777年）、崇慶皇太后が逝去した際、乾隆帝の命により、諴郡王弘暢、德成、和爾経額、劉浩が皇太后の陵墓である泰東陵の工事を主宰した。また、和爾経額の娘は、皇十五子・永琰に嫁いだ。
乾隆60年（1795年）、乾隆帝は永琰に譲位し、永琰は「顒琰」と改名して嘉慶帝となった。嘉慶元年（1796年）1月、喜塔臘氏は皇后に冊立され、孝淑睿皇后となった。同年2月の甲辰の日、和爾経額は追贈により三等承恩公の爵位を与えられた。

## 参考資料
- 『清史稿』
- 『清実録』